# 12 Brygada Piechoty (UHA)
7 Brygada Piechoty – oddział piechoty Ukraińskiej Armii Halickiej.
Została utworzona w maju i czerwcu 1919 z tyłowych jednostek UHA oraz poborowych z czortkowskiego okręgu uzupełnień, nie została jednak do końca sformowana. Należała do IV Korpusu UHA, jednak w czasie ofensywy czortkowskiej nacierała z II Korpusem UHA w kierunku Brzeżan. Po przejściu Zbrucza została rozformowana.
Dowódcą Brygady był mjr Omelian Łysniak.